# Saison 2019 du Championship (rugby à XIII)
Navigation
Édition précédente Édition suivante
La Saison 2019 du Championship (connu pour des raisons de partenariats comme la Betfred Championship) se joue entre quatorze équipes.
La fin de la saison voit la promotion du club canadien de la Toronto Wolfpack.

## Résultats

### Classement de la phase régulière
| Rang | Franchise               | J  | V  | N | D  | Pm   | Pe   | Diff | Pts |
| ---- | ----------------------- | -- | -- | - | -- | ---- | ---- | ---- | --- |
| 1    | Toronto Wolfpack        | 27 | 26 | 0 | 1  | 1010 | 356  | +654 | 52  |
| 2    | Toulouse olympique XIII | 27 | 20 | 0 | 7  | 877  | 446  | +431 | 40  |
| 3    | York City Knights       | 27 | 19 | 1 | 7  | 612  | 529  | +83  | 39  |
| 4    | Leigh Centurions        | 27 | 18 | 0 | 9  | 792  | 558  | +234 | 36  |
| 5    | Featherstone Rovers     | 27 | 17 | 0 | 10 | 837  | 471  | +366 | 34  |
| 6    | Bradford Bulls          | 27 | 16 | 1 | 10 | 717  | 522  | +195 | 33  |
| 7    | Sheffield Eagles        | 27 | 15 | 0 | 12 | 748  | 694  | +54  | 30  |
| 8    | Halifax                 | 27 | 10 | 1 | 16 | 602  | 685  | -83  | 21  |
| 9    | Swinton Lions           | 27 | 10 | 1 | 16 | 619  | 803  | -184 | 21  |
| 10   | Batley Bulldogs         | 27 | 8  | 1 | 18 | 462  | 756  | -294 | 17  |
| 11   | Widnes Vikings          | 27 | 14 | 0 | 13 | 646  | 586  | +60  | 16  |
| 12   | Dewsbury Rams           | 27 | 6  | 2 | 19 | 513  | 721  | -208 | 14  |
| 13   | Barrow Raiders          | 27 | 5  | 1 | 21 | 479  | 861  | -382 | 11  |
| 14   | Rochdale Hornets        | 27 | 1  | 0 | 26 | 342  | 1268 | -926 | 2   |

|  | Qualifié pour les demi-finales de la phase finale. |
|  | Qualifié pour la phase finale.                     |
|  | Relégué en League 1.                               |

Attribution des points : deux points sont attribués pour une victoire, un point pour un match nul, aucun point en cas de défaite.

### Phase finale
|  | Finales de qualification | Finales de qualification | Finales de qualification |  |  | Demi-finales | Demi-finales | Demi-finales |              |          | Finale préliminaire | Finale préliminaire | Finale préliminaire |              |   | Finale | Finale  | Finale |
|  |                          |                          |                          |  |  |              |              |              |              |          |                     |                     |                     |              |   |        |         |        |
|  |                          |                          |                          |  |  | 1            | Toronto      | 40           |              |          |                     |                     |                     |              |   |        |         |        |
|  |                          |                          |                          |  |  |              | Toulouse     | 24           |              |          |                     |                     |                     |              |   |        | Toronto | 24     |
|  | 2                        | Toulouse                 | 44                       |  |  |              |              |              |              | Toulouse | 12                  |                     |                     | Featherstone | 6 |        |         |        |
|  | 3                        | York City                | 6                        |  |  |              |              |              | Featherstone | 36       |                     |                     |                     |              |   |        |         |        |
|  |                          |                          |                          |  |  |              | York City    | 4            |              |          |                     |                     |                     |              |   |        |         |        |
|  | 4                        | Leigh                    | 18                       |  |  | Featherstone | 30           |              |              |          |                     |                     |                     |              |   |        |         |        |
|  | 5                        | Featherstone             | 34                       |  |  |              |              |              |              |          |                     |                     |                     |              |   |        |         |        |

#### Finale
(mt : 4 - 6)
Homme du match : 
Points marqués :

Évolution du score : 
Arbitre : 
Spectateurs : 

## Récompenses

### Joueurs du mois
Il s'agit d'un titre honorifique mis en place par le journal Rugby League World.
| Mois      | Joueur                                     |
| --------- | ------------------------------------------ |
| Février   | Anthony Gelling (Widnes Vikings) (1/1)     |
| Mars      | Stan Robin (Toulouse olympique XIII) (1/1) |
| Avril     | Ethan Ryan (Bradford Bulls) (1/1)          |
| Mai       | Dane Chisholm (Featherstone Rovers) (1/1)  |
| Juin      | Gregg McNally (Leigh Centurions) (1/1)     |
| Juillet   | Joe Keyes (Bradford Bulls) (1/1)           |
| Août      | Matty Ashton (Swinton Lions) (1/1)         |
| Septembre | Alex Sutcliffe (Featherstone Rovers) (1/1) |